# Xian de Wuyang
Le xian de Wuyang (舞阳县 ; pinyin : Wǔyáng Xiàn) est un district administratif de la province du Henan en Chine. Il est placé sous la juridiction de la ville-préfecture de Luohe.

## Démographie
La population du district était de 606 195 habitants en 1999.